# Et maintenant... N'embrassez pas la mariée
 (mars 2014).
Si vous disposez d'ouvrages ou d'articles de référence ou si vous connaissez des sites web de qualité traitant du thème abordé ici, merci de compléter l'article en donnant les références utiles à sa vérifiabilité et en les liant à la section « Notes et références ».
Pour plus de détails, voir Fiche technique et Distribution.
Et maintenant… N'embrassez pas la mariée (You May Not Kiss The Bride) est une comédie romantique américaine écrit et réalisé par Rob Hedden (en), sortie en 2011.

## Synopsis
Lorsque Brian, un photographe animalier, provoque la colère d'un parrain de la mafia croate, il se voit forcé d'épouser Masha, la fille du gangster, pour qu'elle obtienne sa carte verte. Partis en voyage de noces à Nuku Hiva, Masha est enlevée. Brian va tout mettre en œuvre pour la retrouver.

## Fiche technique
- Titre original : You May Not Kiss The Bride
- Titre français : N'embrasse pas la mariée
- Titre français canadien : Et maintenant… N'embrassez pas la mariée
- Réalisation : Rob Hedden (en)
- Scénario : Rob Hedden
- Musique : Geoff Zanelli
- Photographie : Russ T. Alsobrook (de)
- Montage : David L. Bertman
- Production : David A. Jackson, Shauna Shapiro Jackson, Gina Watumull et Rann Watumull
- Société de production : Hawaii Film Partners, Showcase Entertainment et Luminair Film Productions
- Société de distribution : Hawaii Film Partners (États-Unis)
- Pays d'origine :  États-Unis
- Langue originale : anglais
- Genre : Action et comédie romantique
- Durée : 99 ou 100 minutes selon les sources
- Date de sortie : États-Unis : 21 septembre 2012

## Distribution
- Dave Annable : Brian Lighthouse
- Katharine McPhee : Masha Nikitin
- Rob Schneider : Ernesto
- Mena Suvari : Tonya
- Kathy Bates : la mère de Brian
- Vinnie Jones : Brick
- Tia Carrere : Lani
- Ken Davitian : Vlatko Nikitin
- Theo Coumbis : Oleg
- Kevin Dunn : l'agent Ross
- Jeanne Rogers : Borislava Nikitin
- Howard Bishop (en) : Agent Meyers